# Leandro Marconi

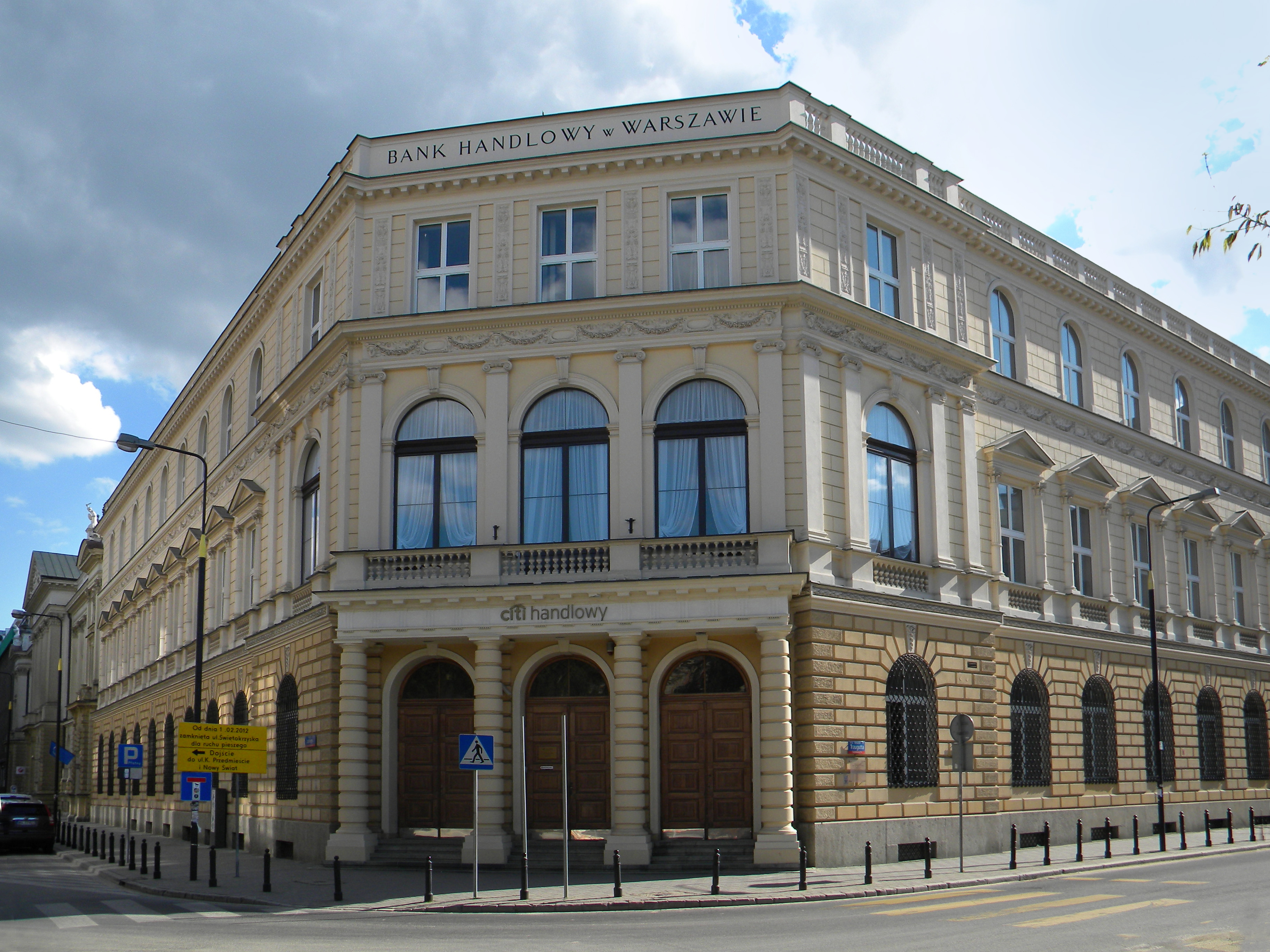
Historyczna siedziba Banku Handlowego przy ul. Traugutta 7 w Warszawie

Leandro Jan Marconi (ur. 23 kwietnia 1834 w Warszawie, zm. 8 października 1919 w Montreux) – polski architekt.

## Życiorys
Syn Henryka Marconiego i spolonizowanej Szkotki Małgorzaty z Heitonów (1807–1884). 
Twórca wielu budowli eklektycznych nawiązujących do form renesansu włoskiego i klasycyzmu. Czynny głównie w Warszawie.

### Ważniejsze projekty
- Bank Handlowy przy ul. Traugutta 7 w Warszawie
- Biały Pałacyk na Frascati w Warszawie
- kościół Wszystkich Świętych w Warszawie
- „Łazienki” Sanatorium Uzdrowiskowego „Marconi” w Busku-Zdroju
- pałac Konstantego Zamoyskiego przy ul. Foksal w Warszawie
- pałac Sobańskich w Warszawie
- pałac Tyszkiewiczów w Wace Trockiej
- pałacyk Wilhelma Ellisa Raua w Warszawie
- synagoga na Tłomackiem w Warszawie
- więzienie Pawiak w Warszawie
- zespół pałacowo-parkowy w Potulicach

## Życie prywatne
Jego żoną była Bronisława z Osikowskich (1838−1902).